# Alan Sillitoe
Alan Sillitoe (ur. 4 marca 1928 w Nottingham, zm. 25 kwietnia 2010 w Londynie) – brytyjski poeta, powieściopisarz i nowelista.
Pochodzący z robotniczej rodziny Sillitoe pracował w różnych zawodach od czternastego roku życia. W latach 1946–1949 służył w oddziałach RAF-u na Malajach. Debiutował literacko w końcu lat 50. i natychmiast uznano go za czołowego przedstawiciela nurtu brytyjskich „młodych gniewnych” (Angry young men), grupy pisarzy zbuntowanych przeciw pełnym hipokryzji formom obyczajowości mieszczańskiej. Pierwsza jego powieść – Z soboty na niedzielę (Saturday Night and Sunday Morning, 1958) – została w 1960 sfilmowana przez Karela Reisza (Z soboty na niedzielę).
Dwa lata później jego opowiadanie Samotność długodystansowca (Loneliness of the Long Distance Runner) zekranizował Tony Richardson (film Samotność długodystansowca, 1962). Filmy te wywarły szeroki rezonans nie tylko w Wielkiej Brytanii, a ich literackie pierwowzory uchodzą za najlepsze utwory w dorobku pisarza. Bohaterem pierwszego jest młody robotnik próbujący przełamać beznadziejność swego życia, drugiego – utalentowany sportowo podopieczny domu poprawczego. Inne ważne utwory pisarza to Klucz do drzwi (Key to the Door 1961, napisana w oparciu o doświadczenia autora z czasów służby wojskowej) oraz Drzewo w ogniu (A Tree on Fire 1967, powieść rozgrywająca się w Algierii w czasie wojny o niepodległość). 
Sillitoe zmarł w szpitalu w Londynie po długiej walce z rakiem.